# Калугарени (Концешти)
Калугарени (рум. Călugăreni) насеље је у Румунији у округу Дамбовица у општини Концешти. Oпштина се налази на надморској висини од 149 m.

## Становништво
Према подацима из 2002. године у насељу је живело 209 становника, од којих су сви румунске националности.